# Šunka

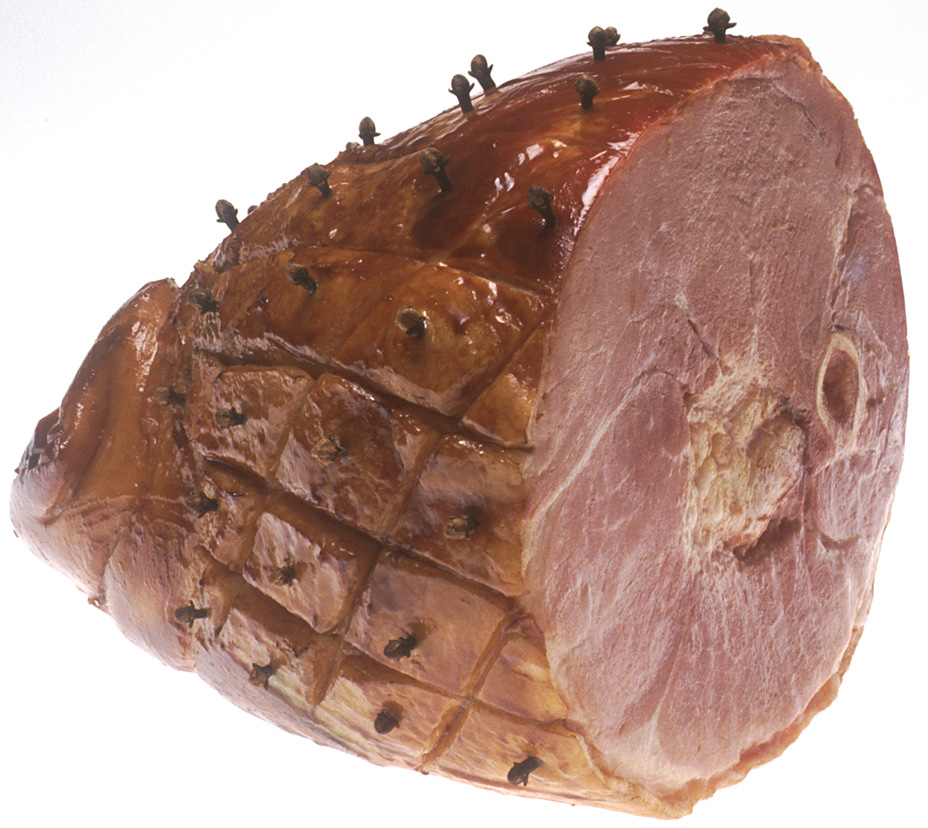
Šunka s hřebíčkem

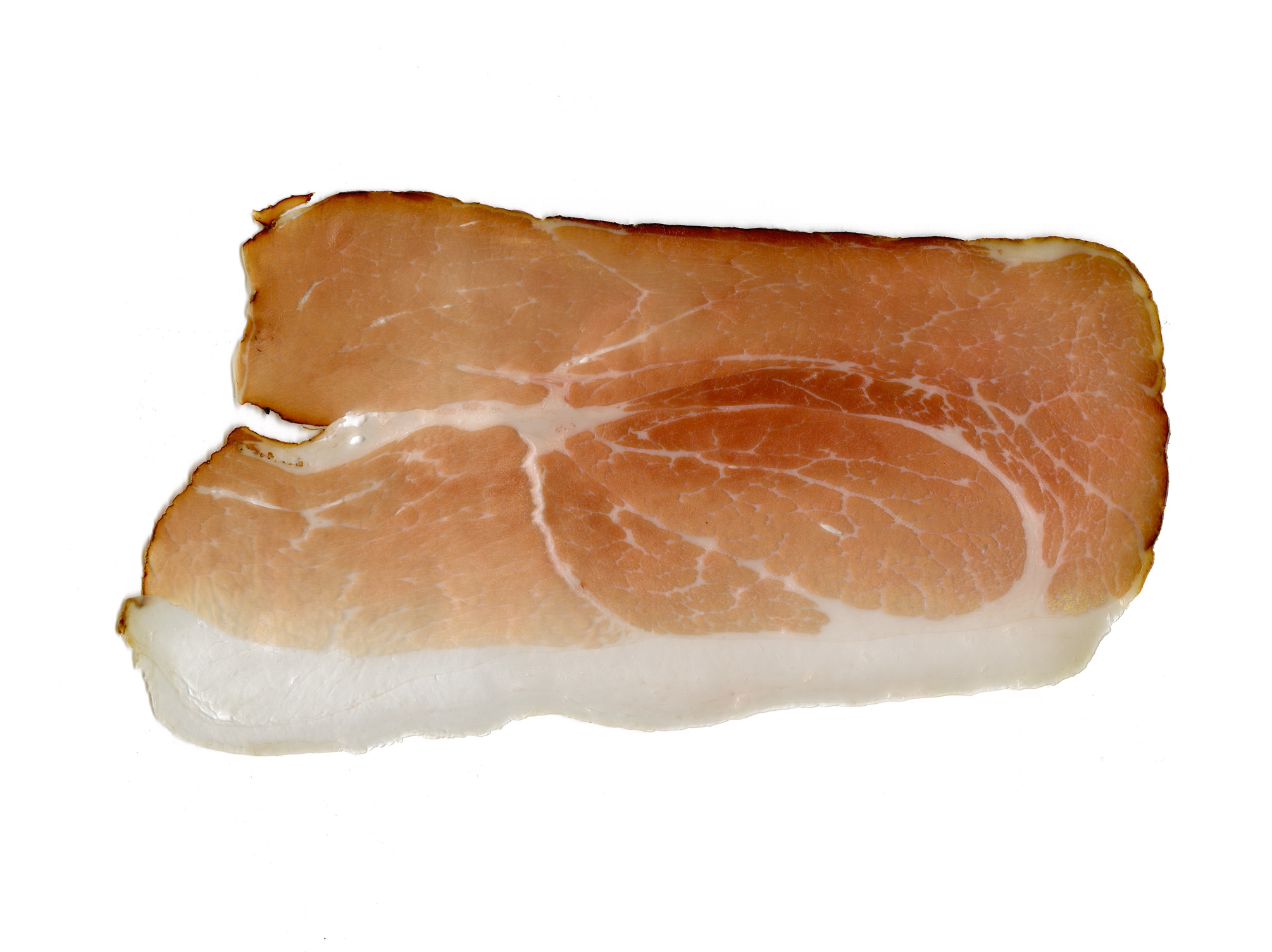
Schwarzwaldská šunka

Šunka je masný výrobek vyrobený z vepřového, drůbežího nebo hovězího masa, upraveného dušením, sušením nebo uzením.

## Historie šunky

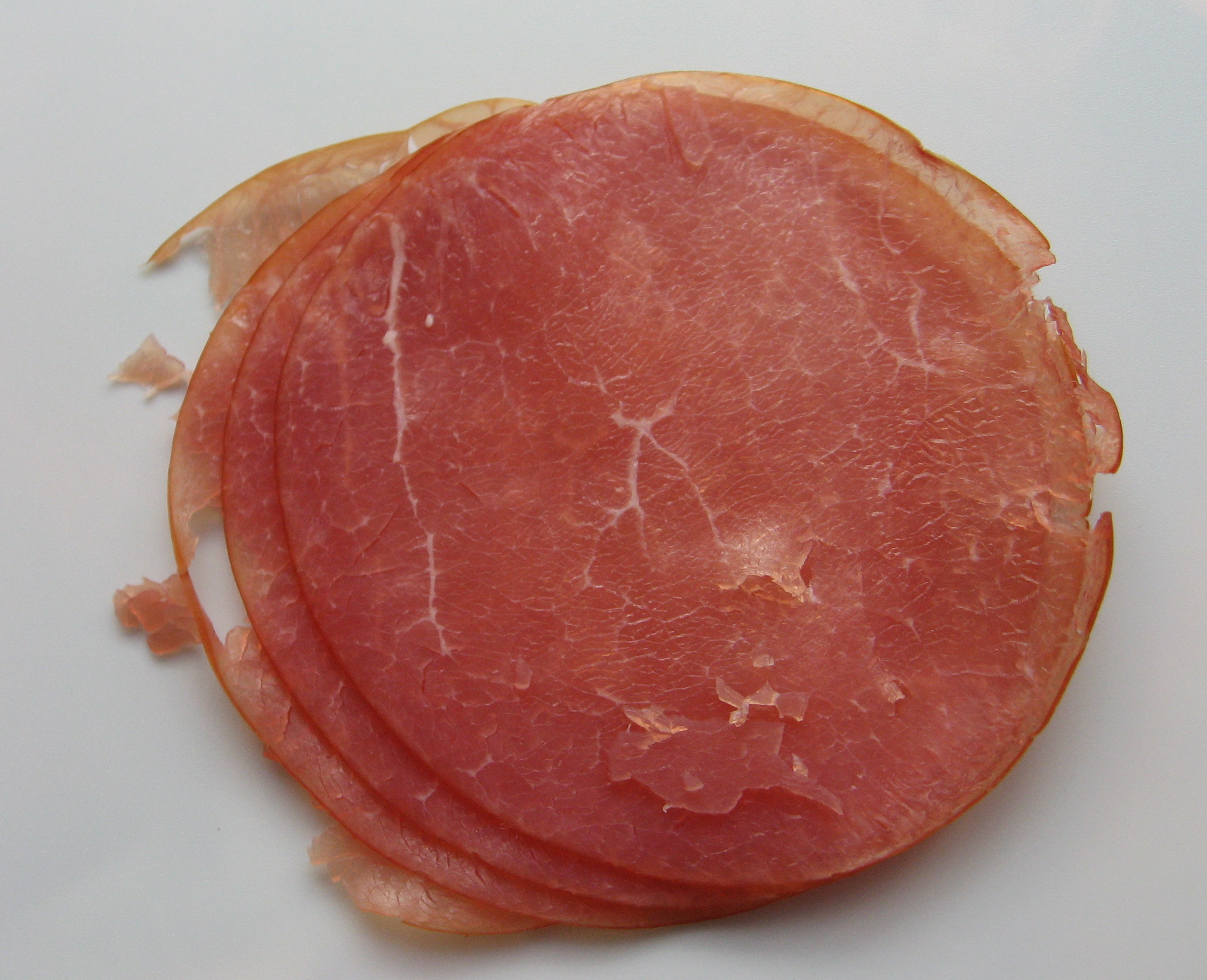
Štýrská šunka

Tradice solení masa a jeho konzervace je známá od dob Keltů a Římanů. V našich zemích se šunka vyráběla buď z vykostěné nebo nevykostěné vepřové kýty, která byla nasolena, zalita lákem, ovařena a zauzena, případně napřed zauzena a poté ovařena. V českých zemích se od 2. poloviny 19. století vyráběla šunka od kosti, která se rozšířila dále do světa. S postupem doby se později vyráběla strojová lisovaná šunka, kterou nahradily šunky polokonzervované nebo konzervované v plechových obalech. Po druhé světové válce byla tradiční šunka na kosti konzervovaná pouze aspikovou polevou, postupně nahrazována vejčitými konzervami a s rozvojem technologií pak i šunkami v průhledných fóliích.

## Domácí šunka
Výroba domácí šunky je poměrně jednoduchá. Jako výchozí surovina se používá vepřová kýta doplněná solí, cukrem a trochou vody. Výroba domácích šunek byla rozšířena zejména na venkově, kdy se zužitkovávalo vepřové maso z domácích zabíjaček. Dnes vede lidi k výrobě domácí šunky zejména kvalita průmyslově vyráběných šunek.

## Druhy šunky
Šunka zaujímá dominantní postavení mezi masnými výrobky. Její použití je velmi široké a nezávislé na typu kuchyně. Užívá se k přípravě studených i teplých jídel po celém světě. Díky svému složení a způsobu výroby je šunka poměrně trvanlivá a dá se konzumovat velmi dlouho. Vyrábí se z celé končetiny (např. vepřová zadní kýta) nebo z celých svalů. Pro výrobu šunky se vybírají části, které obsahují málo vody, vyšší množství tuku a jemné vlákno.
Dle způsobu výroby se rozlišuje:
1. šunka vařená,
2. šunka uzená,
3. šunka sušená.

## Současnost šunky v Česku
Podle současné legislativy se šunka dělí na tři kvalitativní třídy:
- šunka nejvyšší jakosti – minimálně 16 % čistých svalových bílkovin
- šunka výběrová – minimálně 13 % čistých svalových bílkovin
- šunka standardní – minimálně 10 % čistých svalových bílkovin.

Starší vyhláška  č. 326/2001 Sb. uváděla ještě čtvrtou, šunku konzumní s minimálně 7 % čistých svalových bílkovin (novela 264/2003 Sb. již šunku konzumní neuvádí).
Vzhledem k tomu, že vepřové maso obsahuje 19–21 % a hovězí a kuřecí maso 20–22 % svalových bílkovin, nemusí být ani zdánlivě kvalitní šunky vyráběny bez náhražek. Jako náhradní suroviny se do šunek přidávají vepřové kůže, pitná voda, bramborový škrob, sójová bílkovina, jedlý rostlinný tuk, a různá aditiva (hov. éčka), která dokážou vázat vodu, která výrobek obarví a která náhražky v něm ochutí. Pokud má výrobek pod 10 % čistých svalových bílkovin, nesmí být nazýván šunka, ale uvádí se např. jako nářez, pizza nářez apod.

## Speciální druhy šunky

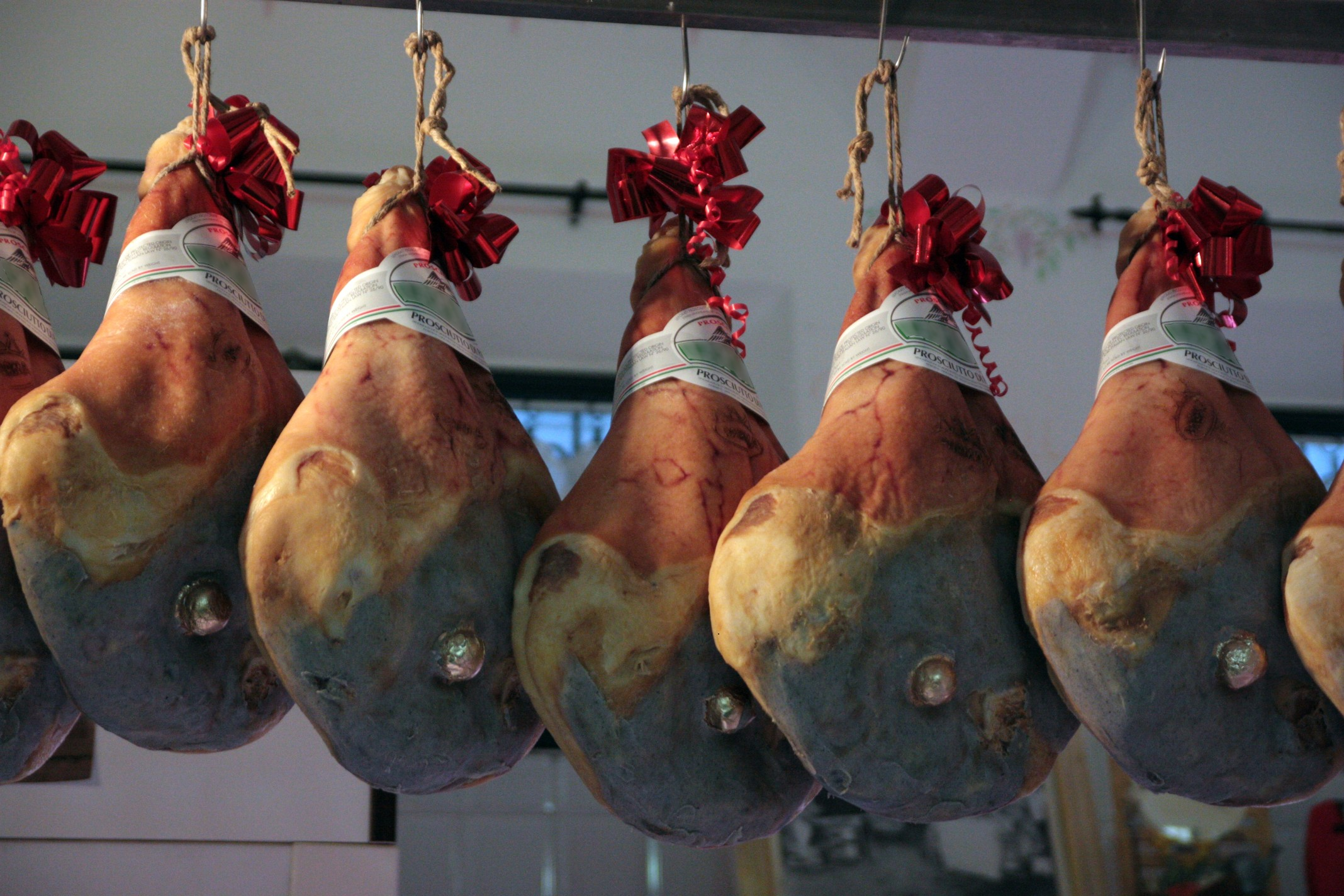
Šunka pršut

- Holštýnská šunka se udí velmi dlouho studeným kouřem.
- Parmská šunka (prosciutto) se neudí, nýbrž vyrábí sušením celých vepřových kýt.
- Pražská šunka je lehce uzená a pak vařená vepřová kýta.
- Pršut je varianta parmské šunky, lehce uzená.[9]
- Jamón curado je španělská sušená vepřová kýta.